# Strada Statale 212 della Val Fortore
Die Strada Statale 212 della Val Fortore (Abkürzung: SS 212) ist eine italienische Staatsstraße, die von Benevento nach Ripabottoni führt. Sie verbindet die italienischen Provinzen Benevento in Kampanien und Campobasso in Molise und ist 88,7 km lang.